# Liste der Monuments historiques in Fraize
Die Liste der Monuments historiques in Fraize führt die Monuments historiques in der französischen Gemeinde Fraize auf.

## Liste der Immobilien
| Bezeichnung        | Beschreibung                                                                                           | Standort                    | Kennzeichnung | Schutzstatus | Datum | Bild           |
| ------------------ | --- | --------------------------- | ------------- | ------------ | ----- | -------------- |
| Maison Masson-Wald | ehemalige Apotheke; in der zweiten Hälfte des 18. Jahrhunderts erbaut, zwischen 1836 und 1856 umgebaut | 16 rue de l’Église (Lage)   | PA00135421    | Inscrit      | 1995  | weitere Bilder |
| Spinnerei Aulnes   | 1895 erbaut                                                                                            | 14 chemin des Aulnes (Lage) | PA88000057    | Inscrit      | 2015  |                |

## Liste der Objekte
| Bezeichnung                                  | Beschreibung                                                 | Standort                       | Kennzeichnung | Schutzstatus | Datum | Bild |
| -------------------------------------------- | ------------------------------------------------------------ | ------------------------------ | ------------- | ------------ | ----- | ---- |
| Gefäße für Pharmazeutika                     | etwa 20 Glasbehälter, 18. und 19. Jahrhundert                | im Maison Masson-Wald (Lage)   | PM88001405    | Inscrit      | 2000  |      |
| Skulptur Heiliger Florentinus                | Holz, farbig gefasst und vergoldet, 18. Jahrhundert          | in der Kirche St-Blaise (Lage) | PM88001401    | Inscrit      | 2007  |      |
| Zwei Beichtstühle                            | Eichenholz, zweite Hälfte des 18. Jahrhunderts               | in der Kirche St-Blaise (Lage) | PM88001403    | Inscrit      | 2007  |      |
| Gemälde Heilige Blasius, Rochus und Antonius | Ölfarbe auf Leinwand, vergoldeter Holzrahmen, 1785           | in der Kirche St-Blaise (Lage) | PM88000368    | Classé       | 1968  |      |
| Gemälde Kreuzabnahme                         | Ölfarbe auf Leinwand, um 1900; nach Peter Paul Rubens        | in der Kirche St-Blaise (Lage) | PM88001402    | Inscrit      | 2007  |      |
| Kruzifix                                     | Holz, farbig gefasst und vergoldet, 1785                     | in der Kirche St-Blaise (Lage) | PM88001398    | Inscrit      | 1991  |      |
| Beistelltisch                                | Holz, vergoldet, Marmor, 18. Jahrhundert                     | in der Kirche St-Blaise (Lage) | PM88001399    | Inscrit      | 1991  |      |
| Skulptur Heiliger Blasius                    | Holz, farbig gefast und vergoldet, Ende des 18. Jahrhunderts | in der Kirche St-Blaise (Lage) | PM88001400    | Inscrit      | 1991  |      |
| Gemälde Zwei Personen zu Fuße der Madonna    | Ölfarbe auf Leinwand, 1656                                   | in der Kirche St-Blaise (Lage) | PM88000367    | Classé       | 1925  |      |
| Zwei chinesische Vasen                       | zwischen 1821 und 1850                                       | in der Kirche St-Blaise (Lage) | PM88001404    | Inscrit      | 2010  |      |
| Orgel                                        | Ensemble aus PM88002033 und PM88002034                       | in der Kirche St-Blaise (Lage) | PM88002032    | Classé       | 2014  |      |
| Orgelprospekt                                | 1852 von Claude-Ignace Callinet gebaut                       | in der Kirche St-Blaise (Lage) | PM88002034    | Classé       | 2014  |      |
| Instrumentalteil der Orgel                   | 1852 von Claude-Ignace Callinet gebaut                       | in der Kirche St-Blaise (Lage) | PM88002033    | Classé       | 2014  |      |